# Мевлана Кулач
Мевлана Кулач (тур. Mevlana Kulaç; нар. 18 грудня 1973) — турецький борець вільного стилю,  бронзовий призер чемпіонату Європи, срібний призер Кубку світу, дворазовий чемпіон Середземноморських ігор.

## Життєпис
Боротьбою почав займатися з 1987 року. У 1991 році здобув срібну медаль чемпіонату Європи серед юніорів. Наступного року  став бронзовим призером чемпіонату Європи серед молоді. У 1993 році став чемпіоном світу серед молоді.
Виступав за борцівський клуб «Belediyesi», Гебзе, провінція Коджаелі. Тренер — Туран Чейлан.

## Спортивні результати на міжнародних змаганнях

### Виступи на Чемпіонатах світу
| Змагання                        | Збірна    | Вагова категорія          | Місце |
| ------------------------------- | --------- | ------------------------- | ----- |
| Чемпіонат світу з боротьби 1991 | Туреччина | вільна боротьба, до 52 кг | 19    |
| Чемпіонат світу з боротьби 1997 | Туреччина | вільна боротьба, до 54 кг | 18    |
| Чемпіонат світу з боротьби 1998 | Туреччина | вільна боротьба, до 54 кг | 11    |
| Чемпіонат світу з боротьби 1999 | Туреччина | вільна боротьба, до 54 кг | 13    |
| Чемпіонат світу з боротьби 2001 | Туреччина | вільна боротьба, до 54 кг | 9     |

### Виступи на Чемпіонатах Європи
| Змагання                         | Збірна    | Вагова категорія          | Місце  |
| -------------------------------- | --------- | ------------------------- | ------ |
| Чемпіонат Європи з боротьби 1997 | Туреччина | вільна боротьба, до 54 кг | Бронза |
| Чемпіонат Європи з боротьби 1998 | Туреччина | вільна боротьба, до 54 кг | 7      |
| Чемпіонат Європи з боротьби 2000 | Туреччина | вільна боротьба, до 54 кг | 5      |
| Чемпіонат Європи з боротьби 2001 | Туреччина | вільна боротьба, до 54 кг | 4      |

### Виступи на Іграх доброї волі
| Змагання              | Збірна    | Вагова категорія          | Місце |
| --------------------- | --------- | ------------------------- | ----- |
| Ігри доброї волі 1998 | Туреччина | вільна боротьба, до 54 кг | 4     |

### Виступи на Кубках світу
| Змагання                    | Збірна    | Вагова категорія          | Місце  |
| --------------------------- | --------- | ------------------------- | ------ |
| Кубок світу з боротьби 1992 | Туреччина | вільна боротьба, до 52 кг | 4      |
| Кубок світу з боротьби 1994 | Туреччина | вільна боротьба, до 52 кг | Срібло |

### Виступи на Середземноморських іграх
| Змагання                    | Збірна    | Вагова категорія          | Місце  |
| --------------------------- | --------- | ------------------------- | ------ |
| Середземноморські ігри 1993 | Туреччина | вільна боротьба, до 52 кг | Золото |
| Середземноморські ігри 1997 | Туреччина | вільна боротьба, до 54 кг | Золото |

### Виступи на інших змаганнях
| Змагання                                                    | Збірна    | Вагова категорія          | Місце |
| ----------------------------------------------------------- | --------- | ------------------------- | ----- |
| Тестовий турнір FILA 1998                                   | Туреччина | вільна боротьба, до 58 кг | 4     |
| Олімпійський кваліфікаційний турнір з боротьби 2000 (Токіо) | Туреччина | вільна боротьба, до 54 кг | 6     |

### Виступи на змаганнях молодших вікових груп
| Змагання                                           | Збірна    | Вагова категорія          | Місце  |
| -------------------------------------------------- | --------- | ------------------------- | ------ |
| Чемпіонат Європи з боротьби серед юніорів 1991     | Туреччина | вільна боротьба, до 50 кг | Срібло |
| Балканський чемпіонат з боротьби серед молоді 1990 | Туреччина | вільна боротьба, до 48 кг | Золото |
| Чемпіонат Європи з боротьби серед молоді 1992      | Туреччина | вільна боротьба, до 52 кг | Бронза |
| Чемпіонат світу з боротьби серед молоді 1993       | Туреччина | вільна боротьба, до 52 кг | Золото |